# Siswa Beihi
Siswa Beihi – gaun wikas samiti we wschodniej części Nepalu w strefie Sagarmatha w dystrykcie Saptari. Według nepalskiego spisu powszechnego z 2001 roku liczył on 1265 gospodarstw domowych i 5762 mieszkańców (2809 kobiet i 2953 mężczyzn).